# ネイサン・ゴフ

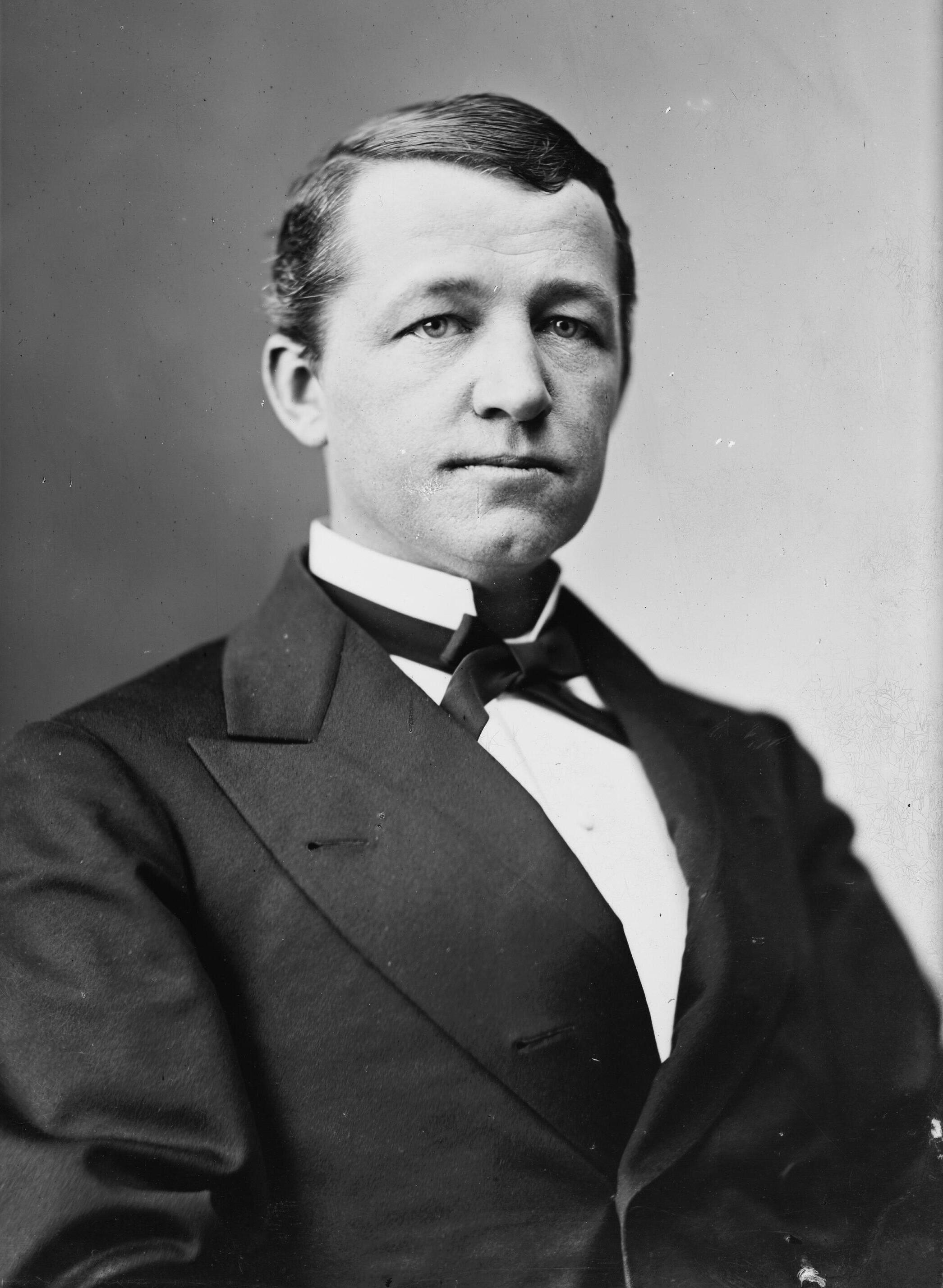
ネイサン・ゴフ

ネイサン・ゴフ（Nathan Goff, 1843年2月9日 - 1920年4月24日）は、アメリカ合衆国の政治家。ラザフォード・ヘイズ政権下の1881年に第28代アメリカ合衆国海軍長官を務めた。

## 生涯

### 私生活
バージニア州ハリソン郡（現在はウェストバージニア州）のクラークスバーグで生まれた。クラークスバーグ北西高校で学んだ後、ワシントンD.C.のジョージタウン大学を経て、1866年にニューヨーク市立大学で法学士の学位を取得した。

### 南北戦争
1861年に南北戦争が開戦したとき、北軍の下士官として、バージニア義勇歩兵隊第3連隊に参加した。ゴフはいくつかの戦闘を経験し、バージニア義勇騎兵隊の少佐となった。一時、南軍の捕虜にもなったが、最終的にゴフは准将の地位にまで昇格した。

### 州での政治
1865年、弁護士として認可を受け、弁護士業を独立開業した。またゴフは共和党に参加し、ウェストバージニア州における政治的に著名な人物となった。ゴフは1867年から1868年までウェストバージニア州下院議員を経験した。

### 海軍長官
1868年、ゴフはウェストバージニア州を担当する合衆国検察官に指名された。1881年1月まで合衆国検察官を務めた後、ラザフォード・ヘイズ大統領によって海軍長官に指名された。ヘイズの残り任期はわずか2ヵ月足らずであったため、ゴフも同じく2ヶ月足らずしか海軍長官を務めることができなかった。1881年3月、次の大統領であるジェームズ・ガーフィールドはゴフを再び合衆国検察官として任命した。

### 合衆国議会での政治
ゴフは1870年と1874年に合衆国下院議員選挙に出馬したが、敗北を喫した。また1876年にはウェストバージニア州知事選挙にも出馬したが、これも失敗に終わった。
1882年、共和党から合衆国下院議員に選出された。ゴフは合衆国検察官を辞任し、翌1883年3月に下院議員に着任した。1889年3月まで、3期連続で下院議員を務めた。4選を目指した1888年の下院議員選挙では敗退した。また同年のウェストバージニア州知事選挙でも落選した。
1892年、アメリカ合衆国第4巡回区控訴裁判所の陪席裁判官に就任。1912年、共和党から合衆国上院議員に選出された。上院議員としての任期は翌1913年3月4日からであったが、陪席裁判官の辞任に時間がかかり、実際に着任したのはそれから1ヵ月後の1913年4月1日であった。
1918年、ゴフは共和党から上院議員選挙への2選目への出馬を打診されたが、健康的理由により辞退した。1919年3月3日に任期を満了した。

### 晩年
1920年、ウェストバージニア州クラークスバーグで死去。遺体は同市内のオッド・フェロウズ墓地に埋葬された。
死後、その功績を称えて、アメリカ合衆国海軍の駆逐艦 USS Goff (DD-247) にその名がつけられた。

## 家族
- 父親: ウォルド・ポーター・ゴフ (Waldo Porter Goff, 1796-1881)
- 母親: ハリエット・ルイーズ・ムーア (Harriet Louise Moore, 1816-1861)

- 妻: ローラ・E・デスパード (Laura E. Despard, 1842-1918)
  - 結婚: 1865年11月7日、ウェストバージニア州ハリソン郡クラークスバーグにて

- 子供:
  - ガイ・デスパード・ゴフ (Guy Despard Goff, 1866-1933) - アメリカ合衆国上院議員
  - ウォルド・パーシー・ゴフ (Waldo Percy Goff, 1870-1922)